# Masvingo United FC
El Mansvingo United es un equipo de fútbol de Zimbabue que milita en la División 1 Norte, la segunda liga de fútbol más importante del país.

## Historia
Fue fundado en el año 1997 en la ciudad de Masvingo con el nombre Masvingo United, el cual cambiaron en 2009 por el que tienen actualmente. En el siglo XXI lograron su mejor avance tras ascender a la Liga Premier de Zimbabue, aunque nunca han sido campeones de la máxima categoría.
Cuenta con 4 títulos de copa locales en 4 finales jugadas, y a nivel internacional han participado en 1 torneo continental, en la Recopa Africana 2003, en la que abandonaron el torneo en la ronda preliminar antes de su enfrentamiento con el Anse Réunion FC de Seychelles, por lo que fue suspendido por la CAF por 3 años de toda competición organizada por la confederación.

## Palmarés
- Copa de Zimbabue: 2

2002, 2005
- Trofeo de la Independencia de Zimbabue: 2

2006, 2007

## Participación en competiciones de la CAF
| Temporada | Torneo          | Ronda      | Club            | Casa  | Visita | Global |
| --------- | --------------- | ---------- | --------------- | ----- | ------ | ------ |
| 2003      | Recopa Africana | Preliminar | Anse Réunion FC | w.o.1 | w.o.1  | w.o.1  |

1- Masvingo United abandonó el torneo y fue suspendido por tres años de todas las competiciones organizadas por la CAF.

## Jugadores

### Jugadores destacados
- Ovidy Karuro
- Costa Nhamoinesu